# スポーツにおけるペア愛称の一覧
スポーツにおけるペアの愛称一覧（スポーツにおけるペアのあいしょういちらん）は、スポーツにおいて結成されるダブルス、ペアの愛称を一覧としたものである。

## バドミントン

### 女子ダブルス
- オグシオ - 小椋久美子、潮田玲子
- スエマエ - 末綱聡子、前田美順
- タカマツ - 高橋礼華、松友美佐紀[1]
- フジカキ - 藤井瑞希、垣岩令佳[2]
- ナガマツ - 永原和可那、松本麻佑[3]
- フクヒロ - 福島由紀、広田彩花[4]
- シダマツ - 志田千陽、松山奈未[5]

### 混合ダブルス
- イケシオ - 池田信太郎、潮田玲子
- ワタガシ - 渡辺勇大、東野有紗[6]

## 卓球

### 女子ダブルス
- みうみま - 平野美宇、伊藤美誠

## フィギュアスケート

### アイスダンス
- かなだい - 村元哉中、髙橋大輔[7]
- ピリハラ - 折原裕香、ユホ・ピリネン（英語版）[8]
- あずしん - 田中梓沙、西山真瑚[9]
- うたまさ - 吉田唄菜、森田真沙也[10]

### ペア
- りくりゅう - 三浦璃来、木原龍一[11]
- ゆなすみ - 長岡柚奈、森口澄士[12]
- さえルカ - 清水咲衣、本田ルーカス剛史[13]